# Paasbrood

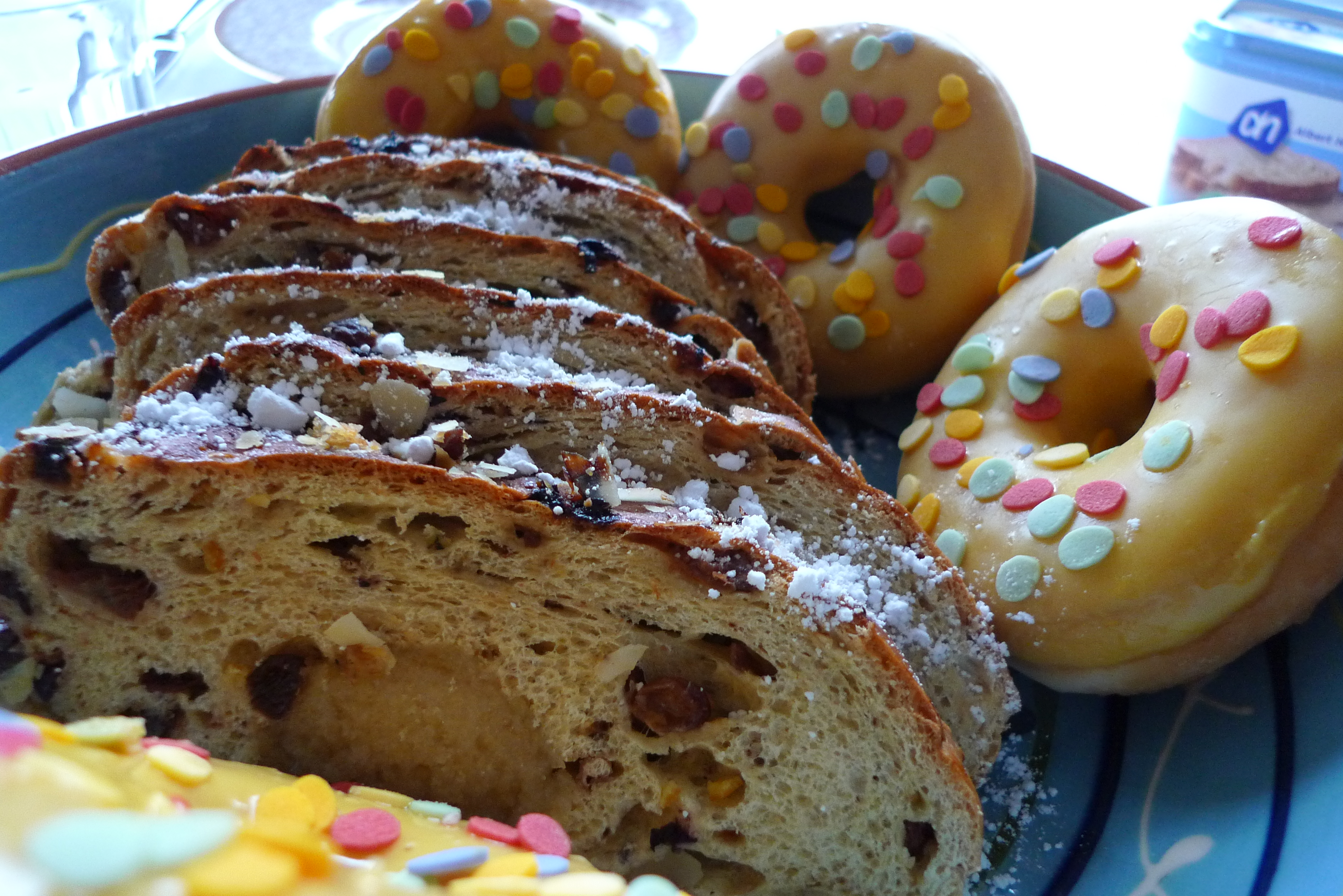
Paasbrood met krenten en amandelspijs, en versierde donuts.

Paasbrood is brood dat rond Pasen wordt gegeten. Afhankelijk van de regio of de religieuze context waarin het brood wordt genuttigd, heeft  het brood een andere betekenis, vorm of samenstelling. Zo is er de paasstol, zijn er ongerezen varianten (de matse) en bestaan er gevlochten vormen (vlechtbrood, met soms een gekookt ei).  

## Ingrediënten
Kenmerkend voor het Nederlandse paasbrood is dat het naast gist en bloem, boter en vocht, eieren, suiker en krenten bevat, vaak ook sukade en specerijen zoals nootmuskaat en kaneel. In het kookboek De volmaakte Hollandsche keuken-meid uit 1752 werden de ingrediënten en de bereiding als volgt beschreven onder het kopje 'Paas-brood hoe men dat bakken zal':
Neemt 8 ponden bloem, 4 ponden verleezen en schoon gewassene korenten, 24 Eijeren, 4 Nootemuscaaten, een loot Kaneel, een half pond gesmolten booter, een kom met laauwe melk met wat suiker daar in; wat gesnede sukade schillen, schoon men 'er die kan uitlaaten, en een stuiver versche gist; kneed dit alles als brood te zaamen door een, en dan paas-brood van gemaakt en in den oven laaten bakken is heel goed.
In moderne varianten worden ook wel rozijnen toegevoegd, en amandelen, als spijs of in geschaafde vorm.  

## Tradities
Het paasbrood - niet te verwarren met het brood in de vorm van een haantje, dat het weekend vóór Pasen op Palmzondag wordt geserveerd - past binnen de rooms-katholieke traditie van het einde van de vastenperiode. Er werd na het vasten feestelijk en met veel ingrediënten gebakken. Paasbrood past daarbij. 
De Joden eten hun paasbrood, of matse, tijdens Pesach, het joodse Paasfeest.
Daarnaast zijn er regionale tradities. 
In verschillende tradities was het gebruik elkaar een paasbrood cadeau te doen.

## Fotogalerij

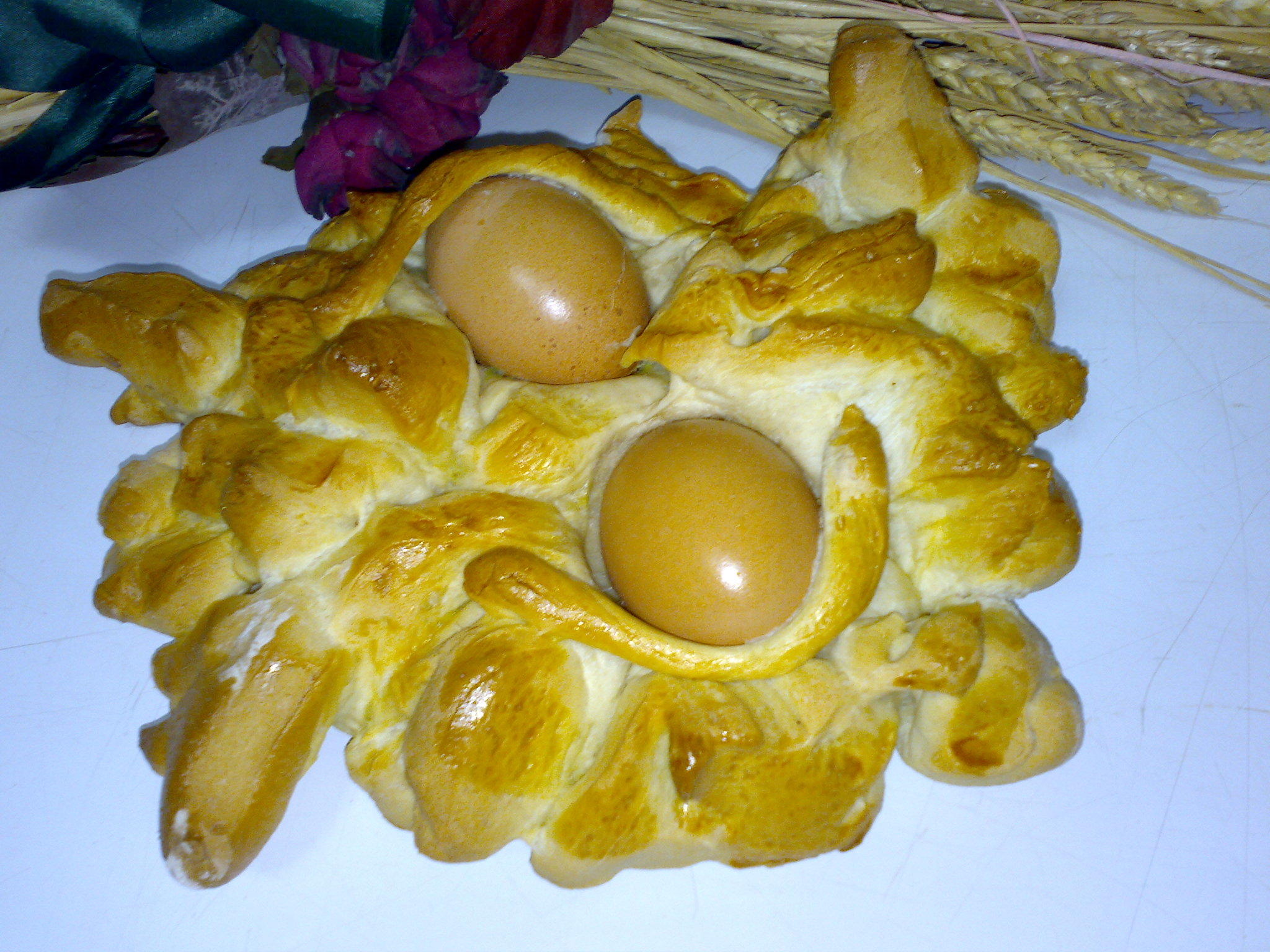
Traditioneel paasbrood uit Italië
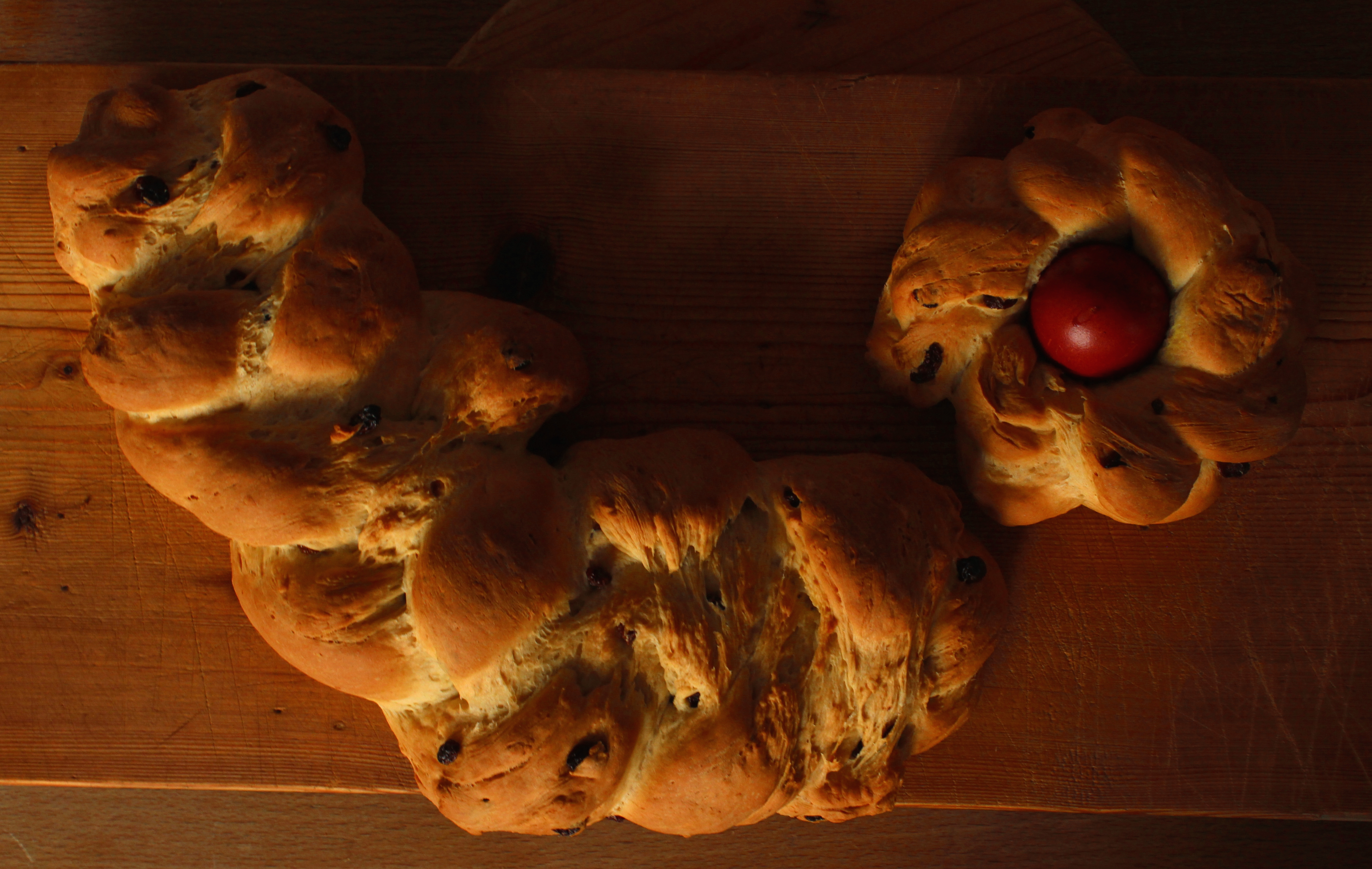
Traditionele paasbroden uit Oostenrijk, een Osternest en een Osterzopf
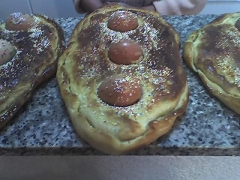
Paasbrood uit Spanje
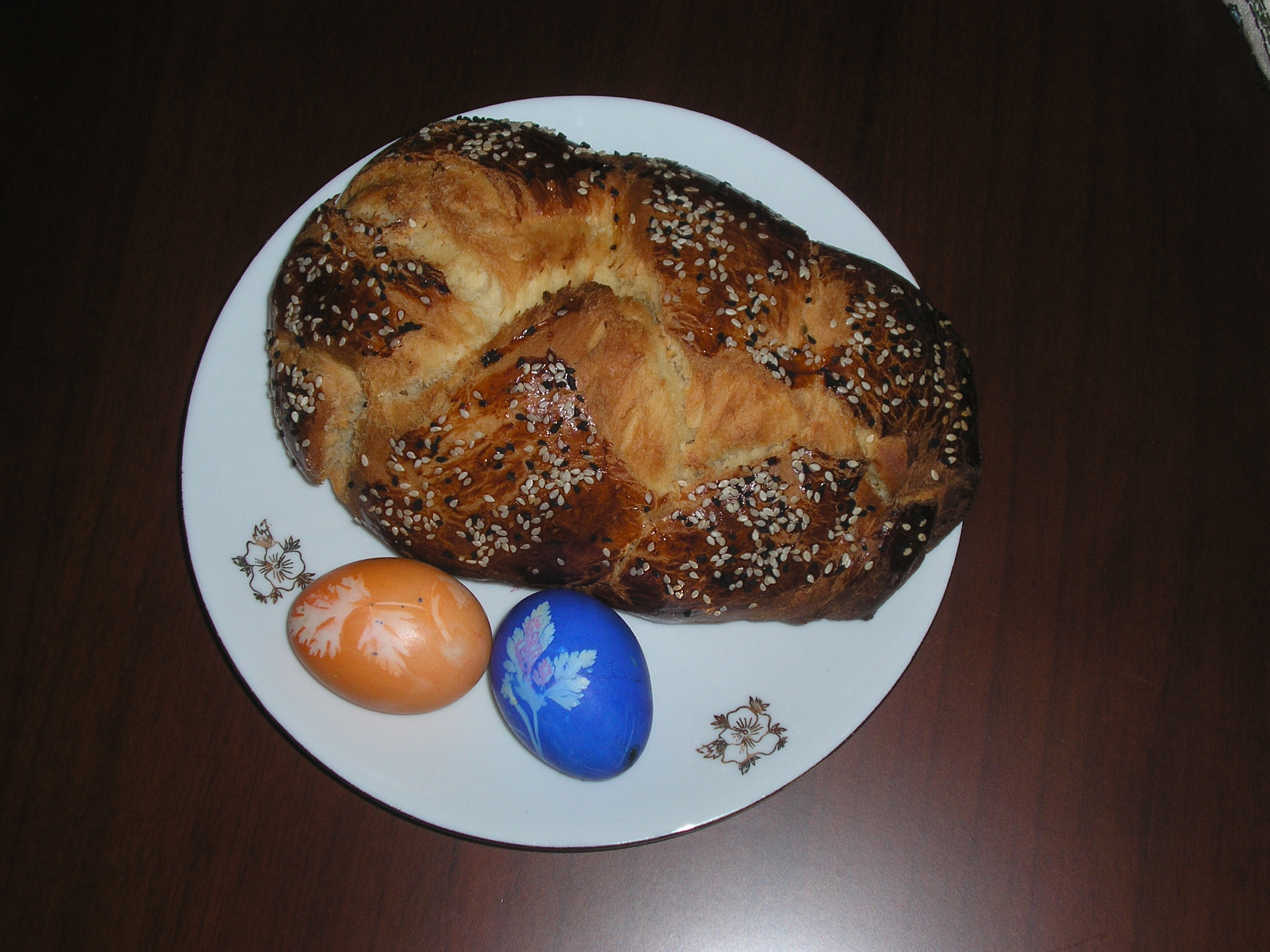
Paasbrood uit Turkije